# 山阳站 (庆尚北道)
山陽站（：／ Sanyang yeok */?）曾为韩国铁路庆北线上的一个车站，位于庆尚北道闻庆市山阳面，目前已废止。

## 历史
- 1966年1月27日，落成使用[1]。
- 2006年6月23日，停止使用[2]。